# Бекард чорноголовий
Бекард чорноголовий (Pachyramphus marginatus) — вид горобцеподібних птахів родини бекардових (Tityridae).

## Поширення
Вид поширений в Південній Америці. Його природне середовище проживання — субтропічний або тропічний вологий низинний ліс.

## Спосіб життя
Живиться комахами і павуками, інколи поїдає дрібні ягоди. Сферичне закрите гніздо з нижнім входом підвішене до гілки дерева на висоті 2,5-15 метрів над землею. У кладці 3-4 яйця. Інкубація триває 18-20 днів. Насиджує лише самиця, але самець допомагає годувати молодняк.

## Підвиди
Таксон містить два підвиди:
- Pachyramphus marginatus marginatus (Lichtenstein, 1823)
- Pachyramphus marginatus nanus Bangs & Penard, 1921